# پرستودریایی کاکلی بزرگ

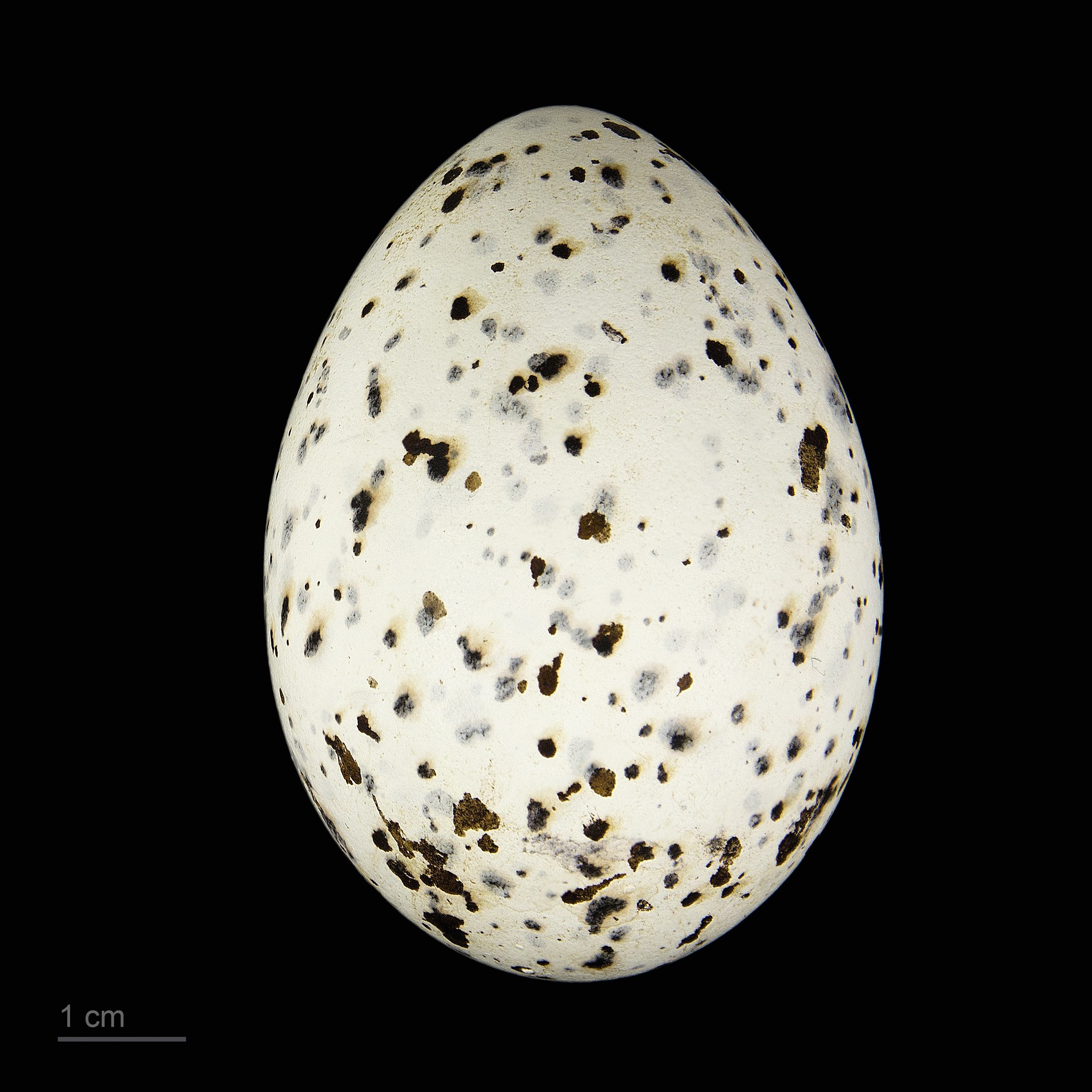
Thalasseus bergii

پرستودریایی کاکلی بزرگ (نام علمی: Thalasseus bergii)، که اغلب با عنوان کلی پرستودریایی کاکلی نیز شناخته می‌شود، گونه‌ای پرستودریایی است که عضو سردهٔ پرستودریایی کاکلی به‌شمار می‌رود. این پرنده در گروه‌های پرتعداد در نواحی کرانه‌ای و جزیره‌ها در مناطق گرمسیری و شبه‌گرمسیر بر قدیم زندگی می‌کند. پنج زیرگونهٔ آن از آفریقای جنوبی و اطراف اقیانوس هند تا اقیانوس آرام مرکزی و استرالیا یافت می‌شوند. این پرستوی دریایی بزرگ‌جثه ارتباط نزدیکی با پرستوی دریایی شاهانه و پرستوی دریایی کوچک دارد، اما ظاهرشان را از روی اندازه و رنگ منقار هم می‌توان تمایز داد.
صدای این پرستوی دریایی خشن و مانند «کی‌ی–رت، kee–rit» یا «کری–کری، kree–kree» شنیده می‌شود.
|  | \| \| پرستودریایی کاکلی کوچک \| \| \| \| \| \| پرستوی دریایی بزرگ پشت‌سفید \| \| \| \| |
|  |                                                                                       |
|  | T.bergii                                                                              |
|  |                                                                                       |
|  | پرستودریایی کاکلی کوچک                                                                |
|  |                                                                                       |
|  | پرستوی دریایی بزرگ پشت‌سفید                                                            |
|  |                                                                                       |

|  | پرستودریایی کاکلی کوچک     |
|  |                            |
|  | پرستوی دریایی بزرگ پشت‌سفید |
|  |                            |

|  | پرستوی دریایی تک‌زرد |
|  |                     |
|  | پرستوی دریایی ظریف  |
|  |                     |

## ویژگی‌های ریخت‌شناسی
طول بدن کاکلی بزرگ ۴۶ سانتی‌متر است. این پرنده از پرستوهای با جثه بزرگ به‌شمار می‌رود، ولی از پرستودریایی خزری کوچکتر است. تفاوت پرستودریایی کاکلی کوچک و بزرگ در نوک بزرگتر، ضخیم‌تر و رنگ زرد مایل به سبز دومی است. پرندهٔ بالغ در تابستان با سر و تاج به شکل کاکل کوتاهی در پشت سر، پیشانی سفید و زیر تنه و دم سفید نقره‌ای مایل به خاکستری و پاها به رنگ سیاه دیده می‌شود. در زمستان، سفیدی پیشانی توسعه بیشتری پیدا می‌کند و ناحیه تارک پر از خال‌های سفید می‌شود.

## زیستگاه
پرستوی دریایی کاکلی در مناطق ساحلی زندگی می‌کند و به صورت گروهی در جزایر شنی یا سواحل ماسه‌ای دریا آشیانه می‌سازد. در ایران، در مناطق جنوبی نسبتاً فراوان است و در جزیره‌های نخیلو، خارکو، و ام‌الکرام تولید مثل می‌کند.